# Reconquista (México)

Mapa de México según la Constitución de 1824.

La Reconquista de México, también conocida en inglés como "Reconquest" o "Greater Mexico", es una visión irredentista compartida por diversas personas, grupos e incluso países, que aboga por la reincorporación de los antiguos territorios mexicanos que ahora forman parte de los Estados Unidos, ya sea en términos políticos o culturales.
Este concepto ha ganado popularidad recientemente debido al creciente movimiento independentista en Texas, estado que originalmente formaban parte de México, y que ahora se encuentra en disputa con el gobierno de los Estados Unidos.
Varios territorios en los Estados Unidos tienen o tuvieron alguna vez un movimiento independentista impulsado por la aceptación de la inmigración mexicana en Estados Unidos. También la aceptación de la cultura mexicana en los estadounidenses jóvenes es tomado como un modo de reconquista.
El término Reconquista fue popularizado por los escritores mexicanos Carlos Fuentes y Elena Poniatowska para describir la presencia demográfica y cultural de mexicanos en el suroeste de Estados Unidos, casi todos antiguos territorios mexicanos.

## Uso histórico
Originalmente fue una analogía de la Reconquista Española tras la invasión musulmana de la península ibérica, ahora, el término es ampliamente utilizado para referirse a los supuestos intentos de grupos mexicanos en pro de la reconquista de los antiguos territorios perdidos por México en la Intervención estadounidense en México.
El concepto, mas no el término Reconquista, fue planteado por Chicanos nacionalistas de la década de 1970 para describir los planes de la restauración de la nación azteca, llamada Aztlán. Sin embargo, recientemente otros grupos nacionalistas mexicanos muestran su apoyo a la causa. El término no se aplica a la inmigración mexicana fuera de los territorios perdidos por México en la Primera intervención estadounidense en México tras la firma del Tratado de Guadalupe Hidalgo en 1848.

## Uso moderno

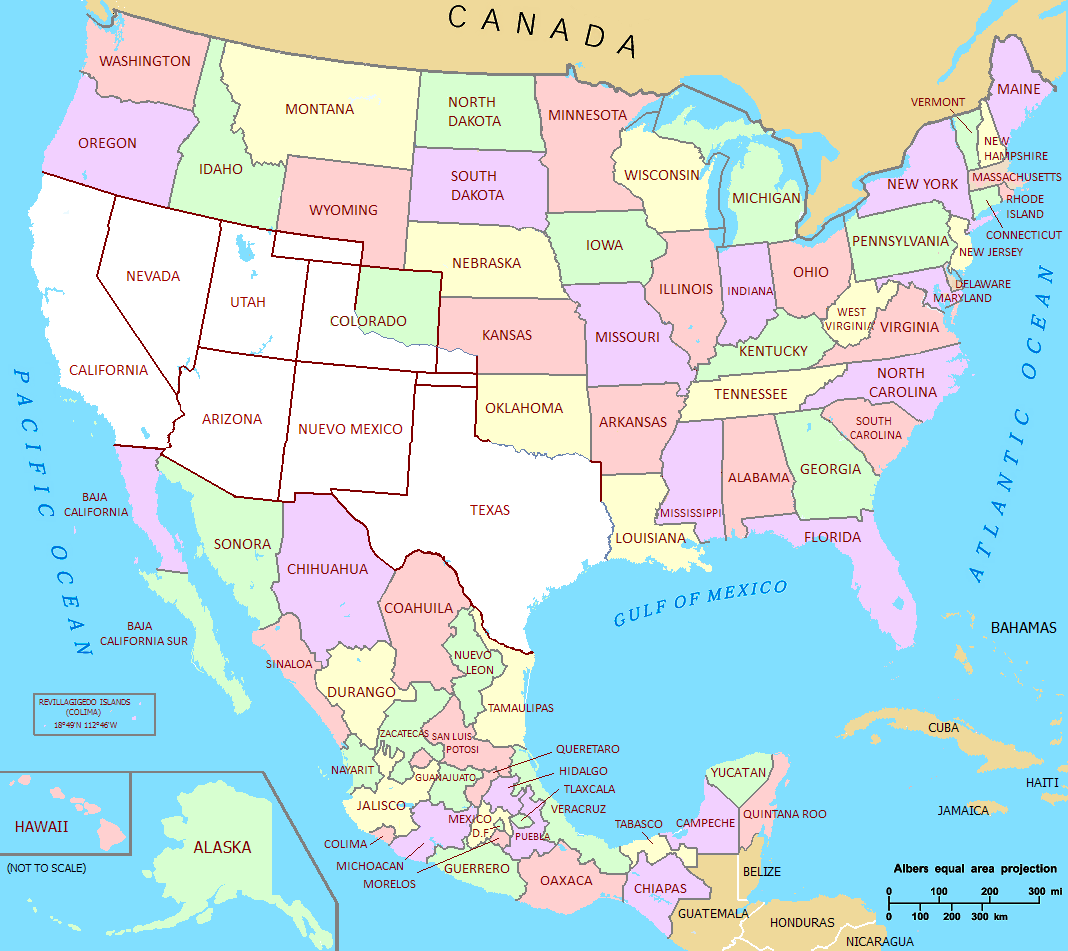
En blanco el territorio perdido por México por medio del Tratado de Guadalupe Hidalgo y la Venta de La Mesilla.

Algunos grupos, como el grupo de extrema derecha Frente Nacionalista de México, no apoyan el concepto Aztlán; más bien, rechazan el Tratado de Guadalupe Hidalgo y la ocupación estadounidense de los territorios mexicanos perdidos en la guerra.

«Exigimos que se reconozca constitucionalmente la pertenencia a México de todos los territorios mexicanos ocupados injustamente por Estados Unidos, y defenderemos fervientemente, conforme al principio de la libre determinación de los pueblos, el derecho de los mexicanos a habitar la totalidad de su país dentro de sus fronteras históricas, tal y como eran reconocidas al momento de nuestra independencia.»

La inmigración mexicana ilegal en el suroeste de los Estados Unidos es a veces vista como una forma de Reconquista, ya que Texas antes de declararse independiente de México tuvo una afluencia de colonos estadounidenses ilegales tan grande, que estos superaron a los ciudadanos mexicanos 10 a 1 y fueron capaces de hacerse cargo del gobierno de la zona y declararse independientes del país en 1836. Caso similar, aunque en menor escala sucedió en California, cuando un grupo de estadounidenses proclamaron la República de California. La teoría es que lo mismo va a pasar en favor de los mexicanos, ya que estos, junto a los nativos americanos y los centroamericanos llegarán a ser tan numerosos en esa región, que podrán ejercer una influencia sustancial, incluyendo el poder político.
Los sentimientos de reconquista son a menudo utilizados por varios medios de comunicación dirigidos a mexicanos, entre ellos, la campaña de anuncios de la empresa sueca Absolut Vodka con su lema "In an Absolute world" que ha generado una importante controversia en los Estados Unidos, donde incluso grupos de ciudadanos estadounidenses promovieron un boicot comercial contra la marca o el del canal de noticias de Los Ángeles Noticias 62 que en un espectacular se refiere a la ciudad como Los Ángeles, México.

### José Ángel Gutiérrez
En una entrevista con En busca de Aztlán el 8 de agosto de 1999, José Ángel Gutiérrez, profesor en ciencia política de la Universidad de Texas en Arlington, declaró lo siguiente:

«Somos el único grupo étnico en Estados Unidos que se ha desmembrado. No emigramos ni llegamos aquí voluntariamente. Los Estados Unidos llegaron a nosotros en sucesivas oleadas de invasiones. Somos un pueblo cautivo, en cierto sentido, un pueblo de rehenes. Es nuestro destino político y nuestro derecho a la libre determinación el querer [volver a] tener nuestra patria. En que les guste o no, es irrelevante. Si nos llaman radicales, subversivos o separatistas, ese es su problema. Esta es nuestra casa, y esta es nuestra patria, y tenemos derecho a ella. Somos los anfitriones. Todos los demás son invitados.»

Además, declaró que:

«No es nuestra culpa que los blancos no tengan más bebés, ni que los negros no están creciendo en número suficiente, y no hay ningún otro grupo con una meta similar de volver a tener su patria unida de nuevo. Lo estamos haciendo. Esos números lo harán posible. Creo que en los próximos años, veremos un movimiento irredentista, más allá de la asimilación, más allá de la integración, más allá de separatismo, para poner de nuevo a México unido como un todo. Eso es irridentismo [sic.]. Un solo México, una nación.»

En una entrevista con el Star-Telegram en octubre de 2000 , Gutiérrez dijo que muchos inmigrantes mexicanos recientes "quieren recrear a México y unir a México como un todo...incluso si es sólo demográficamente....Ellos van a tener soberanía política sobre el Suroeste y muchas partes del Medio Oeste".
En un video realizado por el sitio web Inmigration Watchdog (como se cita en el Washington Times), Gutiérrez es citado diciendo:

«Somos millones. Sólo tenemos que sobrevivir. Tenemos una América blanca que envejece. No están teniendo más bebés. Están muriendo. Es una cuestión de tiempo. La explosión [demográfica] es en nuestra población.»

En una entrevista posterior con el Washington Times en 2006, Gutiérrez dijo que no había un movimiento "viable" de Reconquista, y culpó de atraer el interés sobre el tema a grupos partidarios del cierre de las fronteras y a blogs "de derecha".

### Otras percepciones
Felipe González, profesor de la Universidad de Nuevo México (UNM), quien es director del Instituto de Investigación Hispana en Suroeste de UNM, ha declarado que si bien existe un "cierto trasfondo de patria", entre los hispanos del Nuevo México, las "elites educadas van a tener que recoger en esta idea [de una nueva nación] y seguir con ella y utilizarla como punto de confrontación, si quieren tener éxito." Juan José Peña del Hispano Round Table of New Mexico Archivado el 11 de julio de 2019 en Wayback Machine. cree que los estadounidenses de origen mexicano actualmente carecen de la conciencia política necesaria para formar una nación aparte, afirmando que "En este momento, no hay ningún movimiento capaz de llevarlo a cabo".
La inmigración ilegal en los estados del suroeste se ve a veces como una forma de reconquista, a la luz del hecho de que antes de ser un estado, Texas fue colonizada por colonos estadounidenses, quienes se establecieron en esa provincia mexicana hasta que superaron a los ciudadanos mexicanos en proporción de 10-1, siendo eventualmente capaces de hacerse cargo del gobierno de la zona. La teoría es que un proceso inverso sucederá cuando llegue el tiempo en que los mexicanos lleguen a ser tan numerosos en esta región que puedan ejercer una influencia sustancial, especialmente política. Aunque no es esta la intención, algunos analistas dicen que el significativo cambio demográfico en el suroeste de Estados Unidos podría resultar en una reconquista "de facto". Una encuesta de Zogby (2002) informó que el 58% de los mexicanos cree que el suroeste de los EE. UU. pertenece a México
El profesor de la Universidad de Harvard, Samuel P. Huntington declaró en 2004 que:

«Demográfica, social y culturalmente , la Reconquista del sudoeste de los Estados Unidos por parte de México va por buen camino. Ningún otro grupo de inmigrantes en la historia de EE.UU. ha afirmado o podría hacer valer una reivindicación histórica de territorio estadounidense. Los mexicanos y mexicano-americanos pueden hacer y hacen esa afirmación.»

El escritor político neoliberal Mickey Kaus ha señalado,

«Si hablas con la gente en México...si los encuentras borrachos en un bar, van a decirte lo estamos recuperando, lo sentimos. Eso no es un sentimiento extraño en México, ¿por qué no podemos tomarlo en serio aquí? Este es un problema similar al que Canadá tendría en el Quebec si Francia estuviera al lado.»

Otros líderes de los movimientos por los derechos de los hispanos dicen que la Reconquista no es más que una tópica marginal. Nativo López, presidente de la Mexican American Political Association de Los Ángeles, al ser cuestionado por un periodista sobre el concepto de Reconquista, respondió: "No puedo creer que me estás molestando con preguntas sobre esto. No hablas en serio. No puedo creer que estés molestando con un tema tan insignificante que no tiene resonancia en esta población."

## Archipiélago del Norte

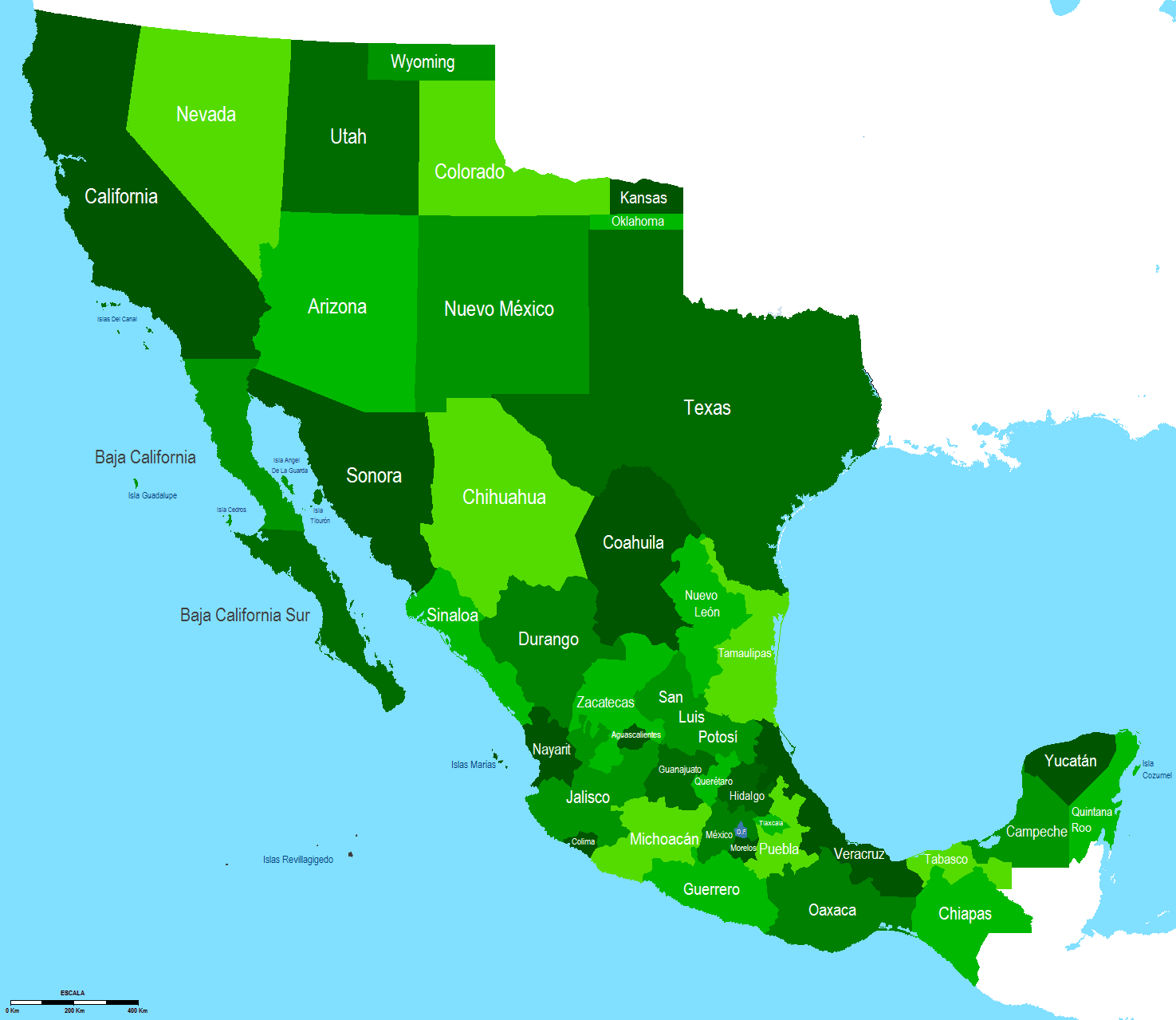
Mapa hipotético de México con su antiguo territorio recuperado.

El Archipiélago del Norte o Islas del Canal (en inglés, Channel Islands of California) se encuentran bajo la soberanía de los Estados Unidos de América desde 1852, mientras que grupos no oficiales mexicanos las reclaman para su país, pero no así el gobierno de México que no ha efectuado reclamo alguno sobre ellas. En 1972, los Brown Berets o Boinas cafés, un grupo de activistas latinos, chicanos y mexicanos residentes tomaron la Isla de Santa Catalina, invocando el Tratado de Guadalupe Hidalgo, el cual no hace mención alguna sobre las islas. Si bien se ha especulado que México tiene fundadas bases para una reclamación, un litigio por la soberanía y una eventual devolución tras un laudo favorable por parte de la Corte Internacional de La Haya, un análisis detallado de su situación pone en duda la capacidad de México para ganar el caso por medio del Arbitraje Internacional.

## Estadísticas
Según la Oficina del Censo de Estados Unidos, en 2010, seis de los siete estados con las más altas densidades de personas de origen hispano se encuentran en el suroeste de los Estados Unidos, incluyendo los cuatro estados fronterizos con México - California (37%), Arizona (30%), Nuevo México (48%), Texas (36%), Nevada (26%), y Colorado (22%). El 31% de los residentes hispanos de esos seis estados nacieron en México, y el 69% restante son la segunda, tercera e incluso cuarta generación de inmigrantes. Los cuatro estados fronterizos con México representan el 23% de la población de los Estados Unidos, pero representan el 65% de la primera generación de inmigrantes Mexicanos. El séptimo estado con una alta población hispana o latina es Florida, pero en este, la mayoría de los hispano-parlantes provienen de Cuba.